# Osmar Molinas
Osmar de la Cruz Molinas González (Capiatá, 1987. május 3. –) paraguayi labdarúgó, a Club Libertad középpályása.